# De minimis

De minimis non curat praetor est un adage juridique en latin qui signifie que le préteur (magistrat romain chargé d'organiser la tenue des procès) ne doit pas s'occuper des causes insignifiantes. De manière plus globale, l'expression signifie aussi : « Le chef ne s'occupe pas des détails. »
On cite aussi l'expression latine « de minimis non curat lex », qui signifie : des petites choses, la loi ne se soucie pas. 
Appliqué à l'évaluation du risque en finance, cela signifie de ne pas porter attention à un risque très faible.

## En droit européen

### Application en droit européen de la concurrence
En droit de l'Union européenne, les aides publiques aux entités engagées dans le secteur économique concurrentiel sont en principe prohibées (principe de libre concurrence) mais certaines aides restent autorisées à certaines conditions  prévues par les textes ; c'est notamment le cas des aides publiques dénommées de minimis en raison de leur faible montant ; c'est-à-dire les aides attribuées par les États membres de l'Union aux entreprises, ou attribuées par d'autres personnes publiques (Union Européenne, région, département, communes et leurs groupements) aux entités exerçant une activité économique sur un marché concurrentiel. 
L'article 108 du traité sur le fonctionnement de l'Union européenne, anciennement article 88 du traité instituant la Communauté européenne, dispose que doit être notifiée à la Commission européenne toute aide d'État afin d'établir sa compatibilité avec le marché commun selon les critères de l'article 107. La règle de minimis indique que sont exemptées de cette obligation de notification les aides accordées sur une période de trois ans et n'excédant pas un certain plafond.
Ce plafond, fixé à 100 000 euros par le règlement (CE) no 69/2001, en vigueur jusqu'en 2006, a été porté à 200 000 euros par le règlement (CE) no 1998/2006 du 15 décembre 2006, en vigueur jusqu'en 2012.
En raison de la crise financière de 2008, la Commission européenne l'a relevé à 500 000 euros de manière temporaire, jusqu'à la fin de 2010.
Une attestation est demandée aux entités sollicitant de telles aides, permettant notamment de vérifier qu'elles sont bien une entreprise unique.
Les textes encadrant le de minimis sont ou ont été : 
- le règlement 1998/2006 du 15 décembre 2006  ;
- le règlement (UE) no 1407/2013 du 18 décembre 2013 relatif aux aides de minimis « générales ».

Le règlement UE no 1407/2013, qui succède au règlement 1998/2006, à compter du 1er janvier 2014 (des aides pouvant toutefois encore être accordées sur le fondement du règlement 1998/2006 jusqu’au 30 juin 2014.
- le règlement 360/2012 du 25 avril 2012 relatif aux aides de minimis accordées à des SIEG ;
- le règlement 1408/2013 du 18 décembre 2013 relatif aux aides de minimis dans le secteur de l’agriculture.

### Protection des droits fondamentaux et régulation des requêtes devant le juge européen
Dans une logique de désengorgement de la Cour européenne des droits de l'homme, les juges, en application de l'article 35 de la Convention européenne des droits de l'homme, peuvent déclarer irrecevable une requête individuelle (justiciable contre État signataire) lorsque le requérant ne justifie pas d'un préjudice important.
Malgré l'inexistence d'une définition de la notion de « préjudice important », la règle de minimis s'applique devant cette juridiction d'après la condition classique d'épuisement des recours internes et à moins que « le respect des droits de l’homme garantis par la Convention et ses protocoles exige un examen de la requête au fond et à condition de ne rejeter pour ce motif aucune affaire qui n’a pas été dûment examinée par un tribunal interne » (art. 35 3. b. CESDH).

## En droit administratif français
En droit administratif français, cet adage justifie la position du juge administratif qui refuse d'accueillir les recours pour excès de pouvoir portant sur des actes administratifs de faible portée. C'était le cas par exemple des mesures d'ordre intérieur. Cependant, le champ de ces mesures s'est considérablement réduit avec les arrêts Hardouin et Marie du 17 février 1995 (commentés au GAJA), mais n'a pas totalement disparu (ainsi, la décision d'affecter un élève dans une classe plutôt que dans une autre n'est toujours pas susceptible de recours devant le juge administratif, de même que le refus d'accorder un rendez-vous).

## En droit canadien
Selon Roy et Vincent, la portée du concept de minimis « non curat lex » doit être réservé à la détermination de la peine, afin d'éviter d'embrouiller le processus de détermination de la culpabilité.